# Atlanta Hawks 1968-1969
La stagione 1968-69 degli Atlanta Hawks fu la 20ª nella NBA per la franchigia.
Gli Atlanta Hawks arrivarono secondi nella Western Division con un record di 48-34. Nei play-off vinsero la semifinale di division con i San Diego Rockets (4-2), perdendo poi la finale di division con i Los Angeles Lakers (4-1).

## Roster
| N°    | Naz.                   | Ruolo | Sportivo        | Anno | Alt. | Peso |
| ----- | ---------------------- | ----- | --------------- | ---- | ---- | ---- |
| 10    | Stati Uniti (bandiera) | G     | Don Ohl         | 1936 | 191  | 86   |
| 12    | Stati Uniti (bandiera) | A     | Dennis Hamilton | 1944 | 203  | 95   |
| 16-34 | Stati Uniti (bandiera) | A     | Dwight Waller   | 1945 | 198  | 100  |
| 18-19 | Stati Uniti (bandiera) | G     | Richie Guerin   | 1932 | 193  | 88   |
| 20    | Stati Uniti (bandiera) | G     | George Lehmann  | 1942 | 183  | 82   |
| 21    | Stati Uniti (bandiera) | G     | Skip Harlicka   | 1946 | 185  | 84   |
| 23    | Stati Uniti (bandiera) | GA    | Lou Hudson      | 1944 | 196  | 95   |
| 24    | Stati Uniti (bandiera) | AC    | Jim Davis       | 1941 | 206  | 102  |
| 27    | Stati Uniti (bandiera) | GA    | Joe Caldwell    | 1941 | 196  | 88   |
| 29    | Stati Uniti (bandiera) | AC    | Paul Silas      | 1943 | 201  | 100  |
| 31    | Stati Uniti (bandiera) | C     | Zelmo Beaty     | 1939 | 206  | 102  |
| 32    | Stati Uniti (bandiera) | AC    | Bill Bridges    | 1939 | 198  | 103  |
| 42    | Stati Uniti (bandiera) | G     | Walt Hazzard    | 1942 | 188  | 84   |

## Staff tecnico
- Allenatore: Richie Guerin
- Vice-allenatore: Bumper Tormohlen